# 増田龍雨
増田 龍雨（ますだ りゅうう、1874年4月7日 - 1934年12月3日）は、日本の俳人。京都生まれ。本名は藤太郎。旧姓は花井。旧号は龍昇。雷堂竜吟（岡田竜吟）の養子。雪中庵雀志（斎藤雀志）及び久保田万太郎に師事。浅草に住み、昭和5年に雪中庵を継ぐ。遊郭の書記として働いていた。辞世「繭玉や霞むと見えて雪催ひ」。

## 著書
- 「龍雨句集」
- 「龍雨俳句集」
- 「龍雨俳話」など